# ARA Chiriguano (A-7)
El ARA Chiriguano (A-7), originalmente construido como USS ATA-227, fue un remolcador de la clase Sotoyomo en servicio con la marina de guerra de Argentina de 1947 a 1975.

## Construcción
El USS ATA-227 fue construido en 1945 por el Levingston Shipbuilding Co. de Orange, Texas. Fue adquirido por Argentina en 1947 y puesto en servicio como ARA Chiriguano. En su carrera operativa sirvió como buque hidrográfico, auxiliar y antártico.

## Historia de servicio
En septiembre de 1949 el remolcador ARA Chiriguano participó de la búsqueda del rastreador ARA Fournier, el cual había naufragado en el estrecho de Magallanes.
Fue retirado del servicio en 1975 permaneciendo a la espera de destino. En 1996 el casco fue objetivo de un ejercicio naval, recibiendo el impacto de dos misiles: un Exocet MM 38 desde el ARA Almirante Brown y otro Exocet AM 39 desde un avión Super Étendard.